# مسجد حاج شیخ علی
مسجد حاج شیخ علی مربوط به دوره قاجار است و در بروجن، محله در کاروانسرا واقع شده و این اثر در تاریخ ۵ آذر ۱۳۸۰ با شمارهٔ ثبت ۴۲۳۰ به‌عنوان یکی از آثار ملی ایران به ثبت رسیده است.